# MLB Pennant Race
Az MLB Pennant Race baseball-videójáték, az MLB sorozat első tagja, melyet a Sony Interactive Studios America fejlesztett és a Sony Computer Entertainment jelentetett meg. A játék 1996. szeptember 30-án jelent meg, kizárólag PlayStation otthoni videójáték-konzolra. Az MLB Pennant Race ugyan az 1996-os Major League Baseball-szezon menetrendjét követi, azonban a játékoskeretek és a statisztikák az 1995-ös szezonhoz vannak igazítva.
A játék borítóján David Justice Atlanta Braves-jobbkülső szerepel.

## Fogadtatás
| Összegzőoldal | Értékelés |
| ------------- | --------- |
| GameRankings  | 74%       |

| Szerző          | Értékelés |
| --------------- | --------- |
| EGM             | 8,25/10   |
| GameSpot        | 7/10      |
| IGN             | 5/10      |
| Next Generation | [ 5 ]     |

Az MLB Pennant Race megjelenését nagyon hosszú időre eltolták, és néhány kritikus úgy érezte, hogy ez rendkívül rossz nyomot hagyott rajta, hiszen a játékban 1995-ös statisztikák vannak holott az 1996-os szezon után jelent meg. A további gyakori kritikák közé tartozik a játékok lassú menete és a különböző pontszámláló-hibák, így például az, hogy a rásuhintott strike-okat is balloknak tekinti. Ezzel szemben viszont dicsérték az opciók és játékmódok széles választékát, illetve az ütőjáték könnyű, pontos kezelőfelületetét és irányítását. A grafika tekintetében megoszlottak a vélemények; Hugh Sterbakov a GameSpotnak írt tesztjében kitűnőnek nevezte azt, a Next Generation szerkesztője szerint azonban az elmarad a riválisokétól, míg Air Hendrix a GamePro hasábján azt írta, hogy ő személyesen úgy érzi, hogy az ugyan nem olyan jó, mint a poligonalapú grafika, azonban ahhoz képest ami, jól lett elkészítve és azoknak, akik kedvelik a kétdimenziós grafikát tetszeni fog. A játékról alkotott átfogó vélemények is megosztottak. Todd Mowatt az Electronic Gaming Monthly magazinban azt írta, hogy „nagyon szórakoztató vele játszani”, azonban a társcikkírója, Joe Rybicki már nem találta annyira meggyőzőnek, és szerinte a játékosok jobban járnak, ha előbb kikölcsönzik a játékot. A Next Generation szerkesztője összegzésként megjegyezte, hogy a riválisokkal szembeni késői megjelenése és az alsóbbrendűbb játékmenete és grafikája miatt nem éri meg beszerezni a játékot. Az IGN kritizálta a játékot az elavultsága, különösképpen a kezelőfelület elemei, így az ütőkurzor miatt. Sterbakov szerint a játék kompromisszumus, azonban azon játékosok, akik tetszetősnek találják a jópontjait, azok szemet fognak tudni hunyni  a negatívumok felett. Air Hendrix szerint az MLB Pennant Race összességében a furcsaságai és hibái ellenére is jó játék, azonban a Triple Play ’97 jobb nála.

## Fordítás
- Ez a szócikk részben vagy egészben az MLB Pennant Race című angol Wikipédia-szócikk ezen változatának fordításán alapul.  Az eredeti cikk szerkesztőit annak laptörténete sorolja fel. Ez a jelzés csupán a megfogalmazás eredetét és a szerzői jogokat jelzi, nem szolgál a cikkben szereplő információk forrásmegjelöléseként.